# Károly Bauer
Károly Bauer, madžarski politik, * 27. julij 1942, Monošter. 
Bil je župan Monoštra.

## Odlikovanja in nagrade
Leta 1999 je prejel častni znak svobode Republike Slovenije z naslednjo utemeljitvijo: »za zasluge v dobro porabskih Slovencev in njegov prispevek k osamosvajanju Slovenije«.